# Прайд, Чарли
Чарли Фрэнк Прайд (англ. Charley Frank Pride; 18 марта 1934 — 12 декабря 2020) — американский кантри-музыкант, автор и исполнитель, бейсболист, гитарист. Один из немногих афроамериканцев, добившихся успехов в традиционной для белых музыки стиля кантри и лишь один из трёх темнокожих американцев (наряду с DeFord Bailey и Darius Rucker) включённых в качестве полноправного члена в Grand Ole Opry. Лауреат многих наград, включая четыре Грэмми. 52 его сингла вошли в top-10 в кантри-чарте Billboard Hot Country Songs, из которых 36 достигали первого места.

## Биография
Родился 18 марта 1934 года в г. Куитмэн, штат Миссисипи, США и был одним из 11 детей своих родителей (восемь мальчиков и 3 девочки). Он женился на Rozene Cohan в 1956 году.
Чарли Прайд умер 12 декабря 2020 года в результате осложнений вызванных коронавирусной инфекцией COVID-19 в Далласе.

## Дискография
Дискография альбомов и синглов включает более сотни релизов.

## Награды и номинации
Academy of Country Music Awards
- 1994 Pioneer Award

American Music Awards
- 1973 Favorite Country Album — «A Sun Shiny Day»
- 1973 Favorite Country Male Artist
- 1976 Favorite Country Male Artist

Ameripolitan Music Awards
- 2016 Master Award

Country Music Hall of Fame and Museum
- Inducted in 2000

Country Music Association
- 1971 Entertainer of the Year
- 1971 Male Vocalist of the Year
- 1972 Male Vocalist of the Year

Grammy Awards
- 1971 Best Sacred Performance (Musical) — «Did You Think to Pray»
- 1971 Best Gospel Performance (other than soul gospel) — «Let Me Live»
- Премия «Грэмми» за лучшее мужское вокальное кантри-исполнение — Charley Pride Sings Heart Songs
- 2017 Lifetime Achievement Award